# Витјазево
Витјазево (рус. Витязево) насељено је место руралног типа и значајан туристички центар на југозападу европског дела Руске Федерације. Налази се у западном делу Краснодарске покрајине и административно припада њеном Анапском градском округу.
Према подацима националне статистичке службе РФ за 2010, у насељу је живело 7.936 становника.

## Географија
Насеље Витјазево се налази у западном делу Краснодарског краја и лежи на обалама Црног мора на југу и Витјазевског лимана на западу. Северније од насеља налази се ушће реке Гостагајке. Налази се на око 10 километара северно од административног центра округа, града Анапе, односно на неких 135 км западније од покрајинске престонице Краснодара.
Захваљујући пространим пешчаним плажама које се пружају уз црноморску обалу, те одличној саобраћајној повезаности са остатком земље, Витјазево је један од најпознатијих летњих туристичких центара у Русији. Купалишна сезона траје од почетка јуна до краја септембра, а у просеку се сваке године у Витјазеву одмара око милион гостију. У залеђу се налазе бројни воћњаци и виногради.
Кроз Витјазево пролази деоница аутопута А-290 која повезује Новоросијск на југу са Кримом преко Кримског моста, а источно од насеља се налази и међународни аеродром „Витјазево”.

## Историја
Претеча савременог насеља била је козачка станица Витјазевскаја која је постојала од 1837. до 1854, а која је име добила по једном од локалних восјковођа који се презивао Витјазја. Првобитну козачку станицу заменило је 1862. године ново насеље у које су се масовније насељавали Понтски Грци

## Демографија
Према подацима са пописа становништва 2010. у селу је живело 7.936 становника.
| 1989. | 2002. | 2010. |
| ----- | ----- | ----- |
| 5.268 | 6.026 | 7.936 |